# Ex-Hacienda de Guadalupe, Chalco
Ex-Hacienda de Guadalupe är en ort i Mexiko, tillhörande kommunen Chalco i delstaten Mexiko. Ex-Hacienda de Guadalupe ligger i den centrala delen av landet och tillhör Mexico Citys storstadsområde. Orten hade 968 invånare vid folkräkningen 2010.